# Trilogie BRD
 (mai 2024).
Si vous disposez d'ouvrages ou d'articles de référence ou si vous connaissez des sites web de qualité traitant du thème abordé ici, merci de compléter l'article en donnant les références utiles à sa vérifiabilité et en les liant à la section « Notes et références ».
Cet article concerne la trilogie de Rainer Werner Fassbinder. Pour la trilogie allemande de Luchino Visconti, voir Trilogie allemande.
 Pour plus de détails, voir Fiche technique et Distribution
La Trilogie BRD (allemand : BRD-Trilogie), parfois connu en France sous le titre Trilogie allemande, consiste en trois films ouest-allemands réalisé par Rainer Werner Fassbinder : Le Mariage de Maria Braun (1979), Lola, une femme allemande (1981) et Le Secret de Veronika Voss (1982). Les films sont liés par un lien thématique plutôt que par un lien narratif. Les trois films traitent de personnages différents (bien que certains acteurs reviennent dans des rôles différents) et d'intrigues différentes, mais chacun se concentre sur l'histoire d'une femme spécifique en Allemagne de l'Ouest après la Seconde Guerre mondiale. L'acronyme de trois lettres « BRD » désigne la Bundesrepublik Deutschland, la République fédérale d'Allemagne (RFA).

## Les trois films

### BRD 1:Le Mariage de Maria Braun
Le Mariage de Maria Braun (1979) débute dans les derniers jours de la Seconde Guerre mondiale, lors de la cérémonie de mariage précipitée de Maria Braun, à l'issue de laquelle son mari est envoyé combattre l'avancée des Alliés. Après avoir appris qu'il a été tué, Maria devient la maîtresse d'un soldat afro-américain. Lorsque le mari de Maria revient inopinément vivant, elle tue le soldat au cours d'une bagarre, mais c'est son mari qui porte le chapeau. Maria devient l'assistante et l'amante égocentrique d'un riche industriel et un modèle de redressement d'après-guerre.

### BRD 2:Le Secret de Veronika Voss
Le Secret de Veronika Voss (1982) dépeint le crépuscule de l'actrice Veronika Voss en noir et blanc. Un journaliste sportif est fasciné par l'actrice déséquilibrée et découvre qu'elle est sous l'emprise d'un méchant médecin qui la maintient dans la dépendance d'opiacés afin de s'emparer de sa fortune. Malgré ses efforts, il ne parvient pas à la sauver d'une fin terrible. Le titre original en allemand, Die Sehnsucht der Veronika Voss, se traduit par « Le désir de Veronika Voss ».

### BRD 3:Lola, une femme allemande
Lola, une femme allemande (1981) est librement inspiré du film L'Ange bleu de Josef von Sternberg et du roman Professor Unrat de Heinrich Mann. Il relate l'histoire d'un commissaire du bâtiment intègre, Von Bohm, qui arrive dans une petite ville. Il tombe amoureux de Lola, sans savoir qu'elle est une prostituée célèbre et la maîtresse de Shuckert, un promoteur sans scrupules. Incapable de réconcilier ses images idéalistes de Lola avec la réalité, Von Bohm tombe dans la spirale de la corruption qu'il avait cherché à combattre.

## Contexte et structure
Fassbinder a eu l'idée de réaliser une série de films sur l'Allemagne de l'Ouest pendant le « miracle économique » des années 1950. Les personnages principaux sont tous des femmes, représentant des personnes différentes dans des circonstances différentes. Fassbinder a développé les traitements et les histoires originales, mais Peter Märthesheimer a écrit les scénarios détaillés des films. Il avait travaillé avec Fassbinder en tant que producteur commanditaire et rédacteur de scénarios pour certains de ses projets télévisés, avec l'aide de sa partenaire de l'époque, Pea Fröhlich.
Les films ont été tournés et sortis dans un ordre légèrement différent de leur numérotation habituelle. Le Mariage de Maria Braun, sorti en 1979, est le plus ancien en termes de production et de chronologie de l'intrigue, puisqu'il commence en 1945, mais il n'a été intégré à la trilogie que rétrospectivement, lorsque Fassbinder a ajouté la mention « BRD 3 » à Lola, une femme allemande en 1981. Le Secret de Veronika Voss, sorti un an plus tard, porte la mention « BRD 2 » et se déroule à une époque légèrement antérieure à celle de Lola. Fassbinder n'avait pas l'intention de terminer la série comme une trilogie, mais son projet de réaliser d'autres films dans le même moule a été interrompu par sa mort.
La collection Criterion a publié la trilogie dans un coffret DVD en septembre 2003.

## Éléments fédérateurs
Outre l'intention de Fassbinder de réaliser des films sur l'Allemagne de l'Ouest après la Seconde Guerre mondiale et pendant le miracle économique ou « Wirtschaftswunder », d'autres fils conducteurs relient les trois films. L'un d'eux est la question de « l'oubli du passé au profit d'un avenir plus radieux ». Les personnages principaux de tous les films tentent de surmonter les circonstances dans lesquelles ils se trouvent, en grande partie créées par leurs expériences passées. Fassbinder dépeint l'Allemagne de l'Ouest des années 1950 et suivantes comme un pays qui tente d'oublier sa période nazie, permettant même à d'anciens responsables nazis d'exercer le pouvoir politique, et d'aller de l'avant en tant que pays, retrouvant respectabilité et prestige au niveau international. Le passé douloureux n'est ni reconnu ni affronté.
Un deuxième parallèle est la question de savoir qui a exactement bénéficié du progrès économique de l'Allemagne de l'Ouest. Selon Fassbinder, certains Allemands ont progressé pendant le « Wirtschaftswunder », tandis que d'autres ont régressé. Pour chaque personne qui a une vie meilleure (plus de richesse, de sécurité et de paix), quelqu'un d'autre souffre et perd. Veronika Voss est un exemple de personne qui n'en bénéficie pas, car sa carrière d'actrice a été la plus importante sous le Troisième Reich. Maria Braun essaie de progresser économiquement pour son bien et celui de son mari, mais elle blesse les autres dans le processus et finit par s'éloigner émotionnellement de son mari et de sa famille. Lola essaie de profiter du progrès économique et d'utiliser sa position pour progresser, mais les personnes qui l'entourent tentent de faire de même, avec des résultats mitigés.
Un autre point commun est l'inclusion de soldats afro-américains dans les trois films. Dans Le Mariage de Maria Braun, il y en a deux, un soldat gentleman qui devient l'amant de Maria et un autre qui l'aborde en état d'ébriété dans un train. Ce dernier est interprété par Günther Kaufmann, qui joue également des soldats afro-américains dans les deux autres films. Il n'est pas certain que le soldat soit censé être la même personne dans les trois films. Il peut être considéré comme une représentation de l'influence de l'occupation américaine sur l'Allemagne d'après-guerre, bien que le fait qu'il soit afro-américain puisse avoir d'autres implications.
Chaque film a un style distinctif (en particulier dans sa photographie) pour mieux refléter les personnages. Le Mariage de Maria Braun a une photographie plutôt terne, avec des couleurs sans éclat. Le Secret de Veronika Voss utilise un noir et blanc profond, semblable aux films noirs ou aux films expressionnistes allemands des années 1920. Lola, une femme allemande est influencé par L'Ange bleu de Josef von Sternberg et utilise des couleurs très vives, à la manière du Technicolor.